# René Coty

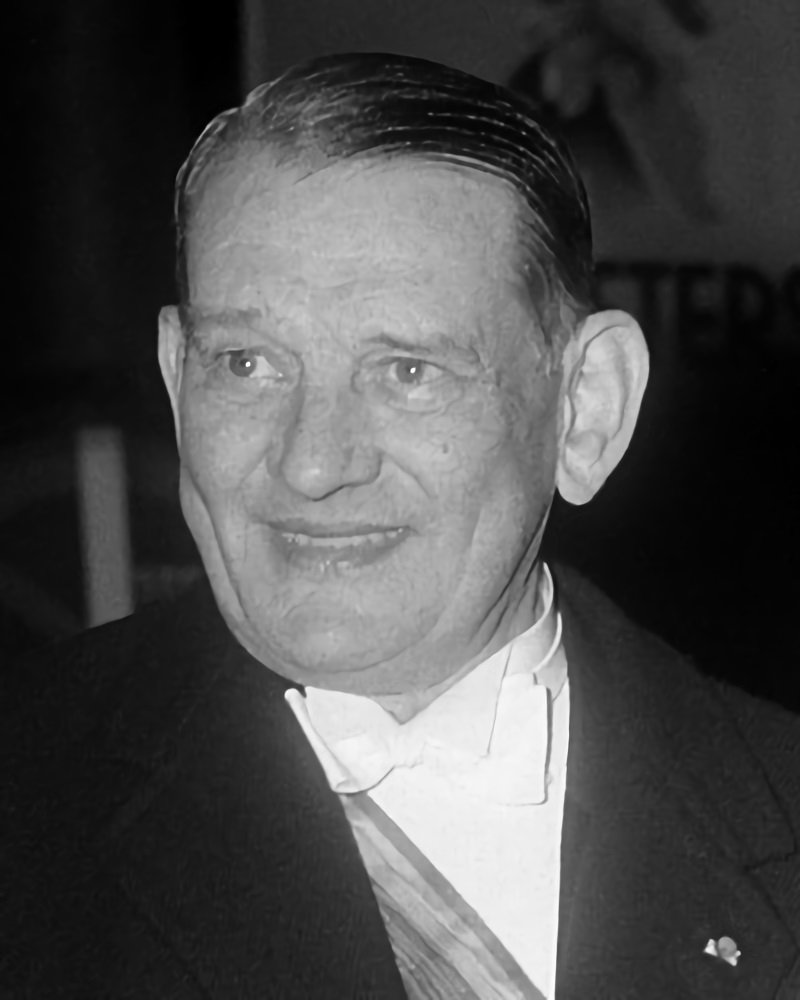
René Coty (1954)

René Jules Gustave Coty (* 20. März 1882 in Le Havre; † 22. November 1962 ebenda) war ein französischer Politiker und vom 16. Januar 1954 bis zum 8. Januar 1959 Präsident der Französischen Republik, der zweite und letzte der Vierten Republik und der „Französischen Union“ (die bis 1958 unter Einschluss der früheren Kolonien Bestand hatte).

## Frühes Leben, Beruf und Familie

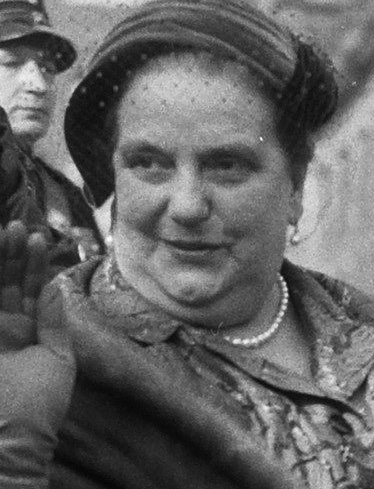
Germaine Coty (1954)

Der einer katholischen Lehrerfamilie entstammende Coty studierte Rechtswissenschaft und Philosophie an der Universität Caen. Als Rechtsanwalt in der Hafenstadt Le Havre spezialisierte er sich auf Handels- sowie Seerecht und Konkursverfahren. 1907 heiratete er Germaine Corblet, die Tochter eines Reeders. Das Paar bekam zwei Töchter. Als Soldat im Ersten Weltkrieg nahm er an der Schlacht um Verdun teil. 1928 wurde er zum Vorsitzenden der Anwaltsvereinigung von Le Havre gewählt. Seine Anwaltspraxis gab er 1932 auf, um sich ganz der Politik zu widmen.

## Politische Karriere

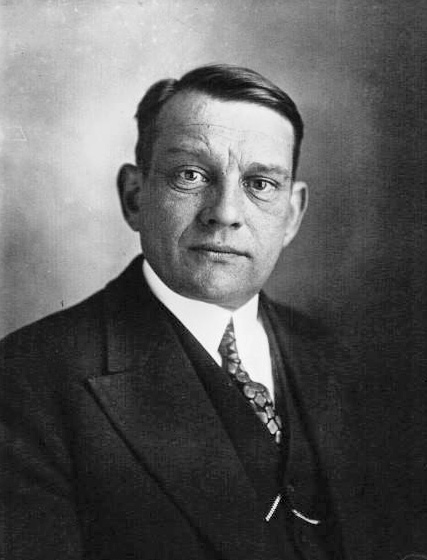
Porträt des Abgeordneten Coty im Jahr 1929

Der gemäßigte Republikaner (Alliance républicaine démocratique) wurde 1908 in den Stadtrat von Le Havre gewählt, dem er bis 1919 angehörte. Von 1923 bis 1935 war er Mitglied der französischen Abgeordnetenkammer der Dritten Republik, wo er das Département Seine-Inférieure vertrat und in der Fraktion der „Linksrepublikaner“ saß (die trotz ihres Namens rechts der Mitte positioniert war). Im Dezember 1930 war Coty kurzzeitig Staatssekretär im Innenministerium. Außerdem gehörte er dem Generalrat seines Heimatdépartements an, dessen stellvertretender Vorsitzender er ab 1932 war. Von 1936 bis 1940 war Coty Vertreter von Seine-Inférieure im französischen Senat. 
Nach der militärischen Niederlage Frankreichs gegen Nazideutschland votierte Coty am 10. Juli 1940 für das Ermächtigungsgesetz, auf dessen Basis Marschall Philippe Pétain das kollaborationistische Regime des „Etat Français“ in Vichy errichten konnte. René Coty schloss sich aber schon bald dem Widerstand an. Seine Verdienste in der Résistance trugen dazu bei, dass er am 21. Oktober 1945 wiederum als Abgeordneter des Départements Seine-Inférieure in die Konstituierende Nationalversammlung gewählt wurde. Dort gehörte er der Fraktion der „unabhängigen Republikaner“ an. Vom 24. November 1947 bis zum 7. September 1948 leitete er das wichtige Ressort für Wiederaufbau und Stadtentwicklung (Ministère de la Reconstruction et de l’Urbanisme) in den Kabinetten Schuman I, Marie und Schuman II. Von 1948 bis 1954 war Coty Vizepräsident des Conseil de la République, der zweiten Kammer des Parlaments (Vorläufer des Senats). Im Januar 1949 gründete Coty die konservative und wirtschaftsliberale Partei Centre national des indépendants (et paysans) (CNI).

## Präsidentschaft

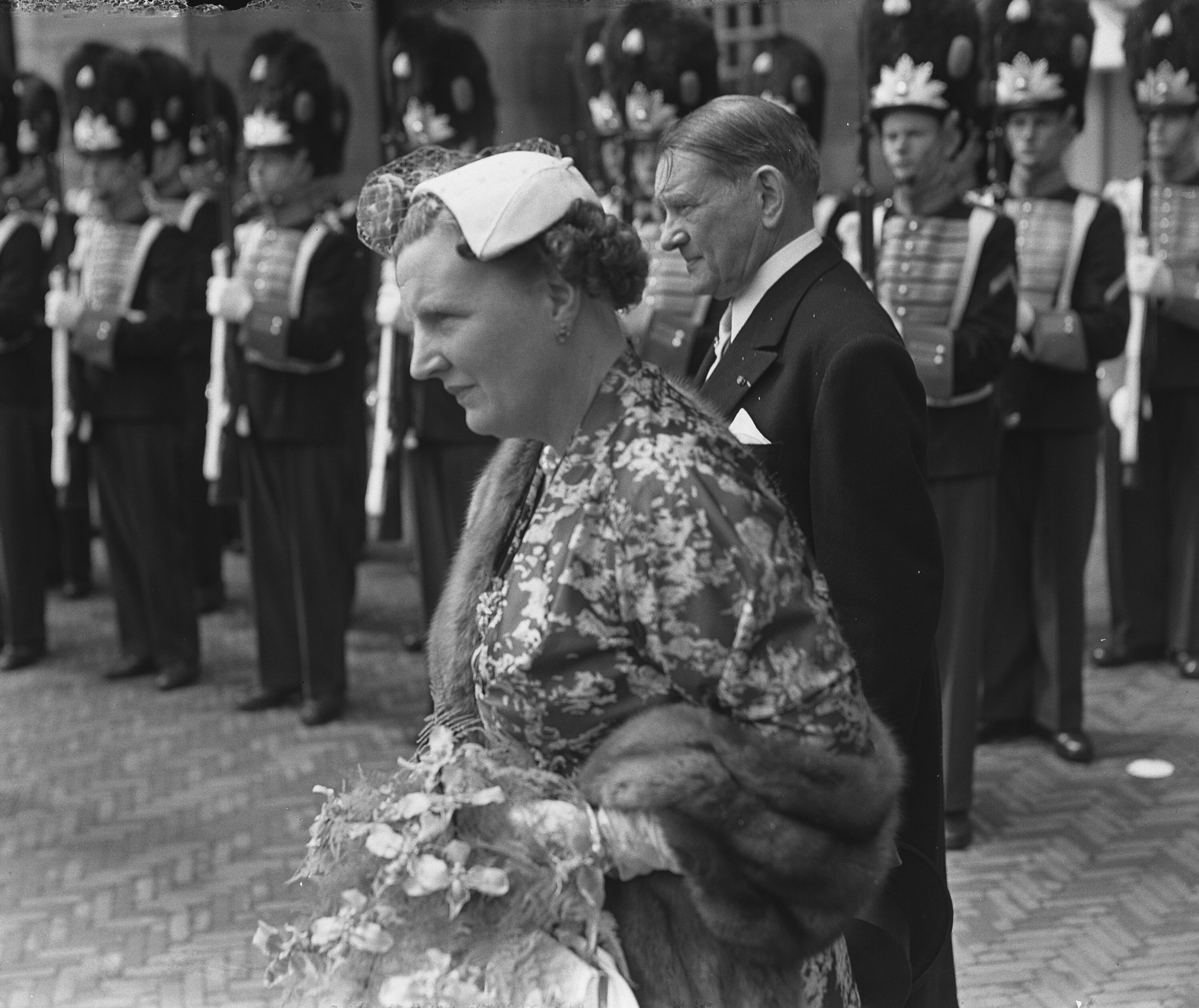
Coty mit Königin Juliana auf Staatsbesuch in den Niederlanden (1954)

Am 23. Dezember 1953 wurde Coty durch die beiden Kammern des Parlaments zum Präsidenten der Französischen Republik gewählt. Nachdem der Exponent des konservativen Lagers, Cotys Parteikollege und Ministerpräsident Joseph Laniel, in elf Durchgängen am Widerstand der oppositionellen Gaullisten gescheitert war (die ihn wegen seines Eintretens für die heftig umstrittene Europäische Verteidigungsgemeinschaft (EVG) ablehnten), trat Coty in der 12. Runde als Kompromisskandidat an und wurde schließlich im 13. Wahlgang mit 477 Stimmen (gegen 329 für den Sozialisten Marcel-Edmond Naegelen) zum Staatspräsidenten gewählt. Er erlangte durch seine tadellose Amtsführung und sein gewinnendes Wesen außerordentlich große Popularität. Der plötzliche Tod seiner Frau Germaine – in der Öffentlichkeit liebevoll „Mémé“ (Oma) genannt – am 12. November 1955 brachte ihm zusätzliche Sympathien. Er galt allgemein als der beliebteste Präsident, den Frankreich bis dahin hatte.
Obwohl die Anfang 1947 in Kraft getretene Verfassung der Vierten Republik die Präsidentenbefugnisse eng begrenzte, konnte Coty aufgrund der Zersplitterung und Handlungsunfähigkeit der Parteien durchaus eine aktive Rolle spielen und eine Reihe von wichtigen Entscheidungen treffen. So berief er im Juni 1954 den Radikalen und führenden Reformer Pierre Mendès France zum Ministerpräsidenten. Ihm gelang es, den Indochina-Krieg nach der Niederlage von Điện Biên Phủ zu beenden. Auch die Entlassung der nordafrikanischen Protektorate Tunesien und Marokko in die Unabhängigkeit wurde von Coty forciert. Er setzte sich für die Rückkehr des 1953 entmachteten und nach Madagaskar verbannten Sultans und nachmaligen Königs Mohammed V. nach Marokko ein.

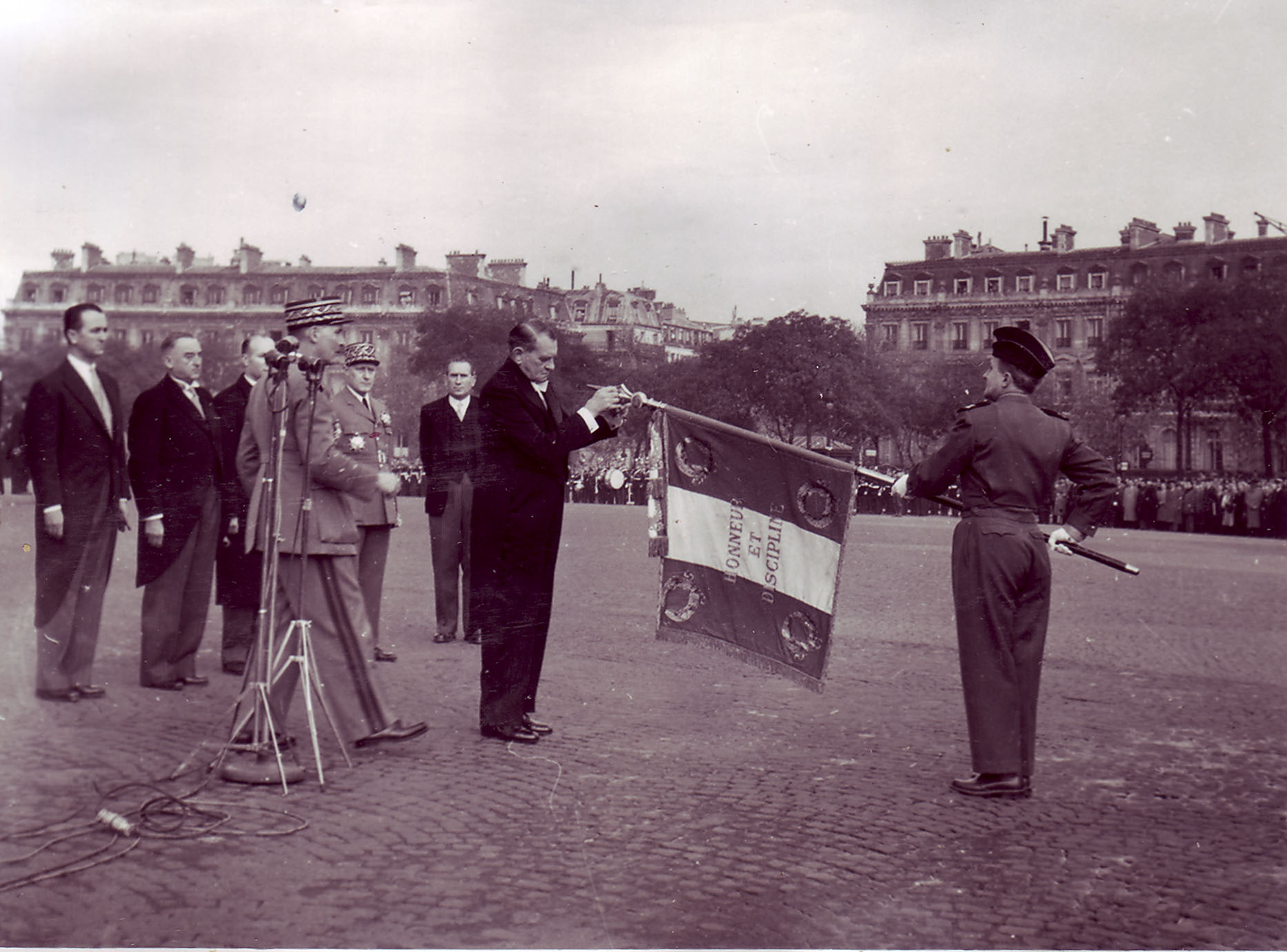
Staatspräsident René Coty (Mitte) bei einer Fahnenzeremonie an der Militärschule Prytanée in La Flèche

Ende 1955 löste Coty nach einem Geschäftsordnungskonflikt die Nationalversammlung auf, doch führte das Ergebnis der vorgezogenen Wahlen vom Januar 1956 nur zu einer weiteren Verschlimmerung der Unregierbarkeit des Landes. Nach dem relativen Erfolg des Mitte-links-Zweckbündnisses Front républicain – unter Ausschluss der Kommunisten – beschloss Coty, nicht wie allgemein erwartet Mendès-France, sondern dessen Kontrahenten, den Parteichef der Sozialisten (SFIO), Guy Mollet, mit der Regierungsbildung zu betrauen. Dies erwies sich als richtig, weil Mollet im Gegensatz zu Mendès-France sowohl von den Kommunisten als auch von den Christdemokraten (MRP) toleriert wurde. Mit 16 Monaten hatte er die längste Amtszeit aller Premierminister der Vierten Republik, bevor die Suez-Krise das Ende seiner Regierung zur Folge hatte.
Im Herbst 1957 „erfand“ Coty im Alleingang einen neuen Regierungschef in der Person des jungen Technokraten Félix Gaillard aus den Reihen der Radikalen Partei. Dessen erfolgreiche Wirtschaftspolitik wurde durch außenpolitische Misserfolge, bedingt durch den Algerienkrieg, zunichtegemacht. Auf die „Hardliner“ in der Algerien-Frage wie Georges Bidault versuchte Coty erfolglos mäßigend einzuwirken. Er machte wiederholt von seinem Gnadenrecht Gebrauch, um zum Tod verurteilte Unabhängigkeitskämpfer vor der Guillotine zu bewahren und wurde deshalb von rechten Scharfmachern attackiert.
Coty war sich der institutionellen Schwäche des Regierungssystems bewusst, das auf der Linken von den Kommunisten, auf der Rechten von Gaullisten und Poujadisten erbittert bekämpft wurde, und befürwortete eine Verfassungsreform.
Die Tatsache, dass Coty erst nach 13 Wahlgängen zum Präsidenten gewählt wurde, zeigte deutlich die Dauerkrise der Vierten Republik. Sie zerbrach an den Kolonialkonflikten mit verlorenem Indochina-Krieg 1955, dem Verlust Tunesiens und Marokkos und einer sich radikalisierenden Lage in Algerien, wo die französische Siedlerbevölkerung an ihren Privilegien festhielt. Dort hatten ultrarechte Armeekräfte das Sagen und nach dem Putsch d’Alger am 13. Mai 1958 – in Algier übernahm ein „Wohlfahrtsausschuss“ des Militärs unter Führung von General Jacques Massu die Macht und in der Opération Résurrection wurde Korsika militärisch besetzt – rief Präsident Coty den nationalen Notstand aus und berief Charles de Gaulle zum Ministerpräsidenten mit Sondervollmachten. Dieser strebte eine Präsidialverfassung an, die in der Volksabstimmung über die Verfassungsänderung im September 1958 eine fast 80-prozentige Mehrheit fand.

## Verfassungsrat
De Gaulle löste nach gewonnener Wahl Coty als Präsident der nunmehr Fünften Republik im Januar 1959 ab. Coty gehörte als ehemaliges Staatsoberhaupt automatisch dem neu geschaffenen Verfassungsrat (Conseil constitutionnel) an. Anders als sein Vorgänger Vincent Auriol, der das Gremium boykottierte, nahm Coty an dessen Arbeit teil und brachte seine Stimme deutlich vernehmbar zu Gehör. 1962 widersetzte er sich kurz vor seinem Tod der von de Gaulle gewünschten Verfassungsänderung, mit der die Volkswahl des Staatsoberhauptes definitiv eingeführt wurde.